# Different Class
Different Class é o quinto álbum de estúdio da banda inglesa de rock Pulp, lançado em 30 de outubro de 1995 pela Island Records. O álbum foi um sucesso crítico e comercial, entrando no UK Albums Chart no primeiro lugar e ganhando o Mercury Music Prize de 1996. Foi certificado quatro vezes com disco de platina e vendeu mais de 1,3 milhões de cópias no Reino Unido até 2018. Em 2013, a NME classificou o álbum no sexto lugar em sua lista dos 500 maiores álbuns de todos os tempos.

## Gravação e lançamento
O álbum foi lançado no Reino Unido no auge do Britpop. Ele surgiu a partir do sucesso do álbum anterior da banda, His 'n' Hers, no ano anterior. Dois dos singles do álbum - "Common People" (que alcançou o segundo lugar na parada de singles do Reino Unido) e "Disco 2000" (que alcançou a sétima posição) - foram especialmente notáveis e ajudaram a impulsionar o Pulp para a fama nacional. Uma "edição de luxo" de Different Class foi lançada em 11 de setembro de 2006, contendo um segundo disco de lados B, demos e raridades.
A inspiração para o título veio para o frontman Jarvis Cocker no Smashing, uma balada que funcionou no início dos anos 90 no Eve's Club, na Regent Street, em Londres. Cocker tinha um amigo que usava a frase "classe diferente" (em inglês, different class) para descrever algo que estava "em uma classe diferente da sua própria". Cocker gostou do duplo significado, com suas alusões ao sistema de classes sociais britânico que foi tema de algumas das músicas do álbum. Uma mensagem no verso do registro também faz referência a essa ideia:
"We don't want no trouble, we just want the right to be different. That's all." (Tradução: Nós não queremos problema, nós apenas queremos o direito de ser diferente. Isso é tudo.)

## Capa
O design do encarte foi criado pela Blue Source. As cópias iniciais do CD e do vinil vieram com 6 diferentes inserções em frente e verso de capa alternativa e um adesivo convidando o ouvinte a "Escolher sua própria capa". Em todas as cópias padrão a partir de então, essas 12 capas individuais compunham o livreto do CD, com a foto do casamento usada como a capa real.
Os detalhes completos da fotografia de casamento usada na capa frontal dos encartes das edições padrão foram descritos em cartazes da turnê de 2011:
LOCALIZAÇÃO: Igreja St Barnabas, East Molesey
HORA: 12pm, Sábado, 12 de agosto de 1995
EVENTO: Casamento de Sharon e Dominic
FOTÓGRAFO: Donald Milne
CÂMERA: 1979 Hasselblad 500CM com lente 80mm
FILME FOTOGRÁFICO: Fuji Super G-400
DESIGN: Blue Source
NOTAS DO ENCARTE ORIGINAL: "Por favor, entenda - nós não queremos nenhum problema. Nós só queremos o direito de ser diferente. Isso é tudo."
Em uma entrevista com o apresentador Chris Hawkins para a BBC Radio 6 Music em 8 de abril de 2014, Dom O'Connor, o noivo retratado na fotografia de casamento, recordou como a capa do álbum havia surgido:

"Quando nos casamos, nós mesmo preparamos o casamento, recebemos muitos favores de pessoas que conhecíamos. Meu irmão mais novo, Ben, estudava na escola de arte em Edinburgo e lá fez amizade com um cara que mais tarde se tornou um fotógrafo e que trabalhou muito com as bandas de Britpop - acho que ele trabalhou com o Blur, o Elastica e, claro, com o Pulp. Então pedimos a ele alguns meses antes do casamento, se ele poderia fazer algumas fotos nossas e ele disse que, na verdade, não poderia porque estava ocupado trabalhando em algo do Pulp. Mas ele nos telefonou cerca de uma semana antes e disse que o Pulp estava pensando em usar algumas fotos com pessoas reais, incluindo uma foto de casamento, e se nós topássemos tirar algumas fotos de brincadeira, onde ele iria inserir alguns recortes em tamanho real dos membros da banda, ele poderia tirar algumas fotos mais apropriadas do casamento para nós também. E foi basicamente isso que aconteceu. Eles abalaram no dia do casamento com os recortes em tamanho real da banda e tiraram as fotos, e eu acho que o resto é história."

Além da noiva e do noivo, a fotografia mostra os pais de ambos, os dois irmãos de O'Connor, seus dois melhores amigos e a melhor amiga de sua esposa. O'Connor também disse a Hawkins que ele e sua família não tiveram mais contato com o fotógrafo após o dia do casamento, e não tinham ideia de que as fotografias seriam usadas para a capa do álbum até que sua mãe viu um cartaz anunciando o álbum em uma loja de discos. Mais tarde, ele viu um pôster da capa do álbum enquanto estava fazendo compras. A gravadora do Pulp na época não pagou à família pelo uso de sua foto, mas quando o Pulp voltou à ativa em 2011, a Rough Trade pagou para que os membros da família vissem o Pulp tocar ao vivo. O'Connor disse: "A Rough Trade gentilmente nos enviou uma cópia autografada por Jarvis no ano anterior, dizendo 'Muito obrigado Dom e Sharon por nos deixarem detonar o seu casamento', o que eu achei realmente um toque muito legal".

## Recepção
| Críticas profissionais | Críticas profissionais |
| Avaliações da crítica  | Avaliações da crítica  |
| Fonte                  | Avaliação              |
| ---------------------- | ---------------------- |
| AllMusic               | [ 6 ]                  |
| Chicago Tribune        | [ 7 ]                  |
| The Guardian           | [ 8 ]                  |
| Los Angeles Times      | [ 9 ]                  |
| NME                    | 8/10                   |
| Pitchfork              | 9.3/10                 |
| Q                      | [ 12 ]                 |
| Rolling Stone          | [ 13 ]                 |
| Spin                   | 9/10                   |
| The Village Voice      | A−                     |

Different Class recebeu aclamação geral de críticos de música no Reino Unido. Na NME, John Mulvey resumiu o disco como "engraçado, fenomenalmente desagradável, genuinamente subversivo e, é claro, imensamente, flamejantemente POP! . . . Different Class é um disco ágil, atmosférico, ocasionalmente discreto e freqüentemente expansivo e confiante." A Melody Maker premiou o álbum com sua classificação de "bloody essential", e seu crítico Simon Reynolds observou que "o título do álbum anuncia que Cocker ampliou seu escopo, tem outro objetivo a ser resolvido: o antagonismo social" e afirmou que o Pulp não "é bem a joia da coroa do Britpop, mas mais como a única banda solitária que valida todo o triste empreendimento". Na revista Q Robert Yates sentiu que "a gama de Different Class é impressionante: faixas como "Live Bed Show" e "F.E.E.L.I.N.G.C.A.L.L.E.D.L.O.V.E." tornam mais redundante do que nunca a visão do Pulp como uma banda kitsch", enquanto na revista Vox Keith Cameron concedeu ao álbum uma nota oito em dez e escreveu que "nenhum outro álbum do Pulp dos últimos anos espuma pela boca tão inconscientemente... O Pulp conseguiu elevar sua visão grandiosa a novas e maiores alturas, sem colidir com os domínios da fantasia extrema." Na Mojo, Bob Stanley declarou: "Você teria que ser um tolo ou um obcecado por não acreditar que este é o mais próximo que o Pulp chegou para compreender o seu potencial... Different Class é curiosamente esparso, mas exuberante o suficiente em todos os lugares certos, quente e cheia de alma onde eletro-desordem desnecessária costumava ser ", e concluiu," Argumentos sobre Blur versus Oasis são irrelevantes. O Pulp está em uma classe diferente."
Different Class foi lançado nos EUA em fevereiro de 1996 e recebeu críticas igualmente entusiasmadas dos críticos norte-americanos. David Fricke, da Rolling Stone, chamou-o de "um álbum pop brilhante, excêntrico e irresistível sobre foder...O registro é repleto de combate sexual e recriminações amargas". Ele concluiu: "Mesmo em uma sociedade verdadeiramente sem classes, o sexo separa os homens dos meninos, as mulheres das meninas, os românticos dos meros garanhões. Different Class é o som de Jarvis Cocker mantendo a qualidade - com uma precisão deliciosa." Robert Christgau escreveu no The Village Voice que "1996 não produzirá uma música mais indispensável do que "Common People", e descreveu o álbum como nem Blur nem Oasis, mas "Culture Club com letras... Inteligente e glam, elegante e hétero, seu chiado em meio aos crescendos ou teclados irritantes e seus ritmos mergulhados em delírio". Na Spin, Barry Walters descreveu o álbum como "canções sobre infidelidades perversas, casamentos sem sexo, paixões da adolescência, fantasias de vingança, voyeurismo obsessivo e delírios inúteis; canções que exigem toda a sua atenção e merecem isso".
O site AllMusic afirmou que Different Class "elimina todos os seus álbuns anteriores, incluindo o bom His 'n' Hers. O Pulp não se desvia totalmente de sua fórmula característica - ainda é um pop grandiosamente teatral, sintetizado com toques de new wave e disco, mas aqui eles se superaram. Não apenas as melodias e os ganchos ficaram significativamente mais cativantes e mais imediatos, a música explora mais território... As letras de Jarvis Cocker abordam dois temas, sexo e classe social, e exploram vários caminhos diferentes de maneiras inteligentes. Além de capturar perfeitamente o comportamento de seus personagens, Cocker capta as nuances da linguagem, criando um retrato denso da vida suburbana e da classe trabalhadora". Escrevendo sobre o álbum em 2011, a BBC Music afirmou que "mais de 15 anos desde o seu lançamento [o álbum] continua a premiar o ouvinte com algumas das canções pop mais espertas, ousadas e espetaculares de uma década que, vista agora, não foi tão brilhante, uma vez que os bucket hats e os anoraques irônicos foram postos de lado."
A análise retrospectiva da PopMatters em 2004 opinou que "quase nove anos após seu lançamento, Different Class envelheceu muito bem, possuindo aquela qualidade atemporal que está presente em todos os álbuns clássicos, mas ainda é obviamente um produto de sua época, um retrato da vida no Reino Unido dos anos 90. Junto com Parklife do Blur, continua a ser o ponto alto da era Britpop; música, letras, produção, arte, é o mais perfeito possível. Analisando a edição de luxo de 2006, Garry Mulholland da revista Q declarou que o álbum "definiu o humor da época", enquanto o blog Drowned in Sound descreveu Different Class como "facilmente o melhor álbum de seu ano de lançamento e sem dúvida o melhor álbum da era Britpop" e o chamou de "uma obra-prima certificada que não apenas supriu as altas expectativas com uma facilidade espantosa, mas a superou."

### Premiações
O álbum foi o vencedor do Mercury Music Prize de 1996. In 1997, it was ranked at number 34 out of 100 in a "Music of the Millennium" poll Em 1997, foi classificado no número 34 de 100 em uma pesquisa "Music of the Millennium" realizada pela HMV, Channel 4, The Guardian e Classic FM. Em 1998, os leitores da Q votaram em Different Class como o 37º maior álbum de todos os tempos; uma pesquisa repetida em 2006 a colocou no número 85.> Em 2000, a mesma revista colocou-a no número 46 em sua lista dos 100 maiores álbuns britânicos de todos os tempos. Em 2005, foi eleito o número 70 dos 100 melhores álbuns do Channel 4. Em 2006, a British Hit Singles & Albums e a NME organizaram uma enquete na qual 40.000 pessoas em todo o mundo votaram pelos 100 melhores álbuns de todos os tempos e Different Class foi classificada no número 54 da lista. O álbum foi classificado no número 35 na lista 'As 300 Melhores Álbuns de nos últimos 30 anos (1985-2014) ' da revista Spin. A revista Select classificou o álbum em primeiro lugar na lista de final de ano dos 50 melhores álbuns de 1995..
Lançado em 1995, no auge da era Britpop, é frequentemente considerado um dos álbuns que melhor define o Britpop e aparece frequentmente no topo das pesquisas dos melhores álbuns do Britpop. O ano de 2014 marcou o 20º aniversário do Britpop, que atraiu grande interesse da imprensa musical com várias pesquisas. Uma pesquisa da BBC Radio com mais de 30.000 ouvintes elegeu o single "Common People" como o principal hino do Britpop. O DJ Steve Lamacq disse: "É um dos registros que definem o Britpop porque parecia abraçar a essência do tempo com perfeição". A revista Paste também classificou "Common People" em primeiro lugar em sua lista "As 50 melhores canções do Britpop". O Village Voice classificou Different Class em primeiro lugar em sua lista dos 10 melhores álbuns do Britpop.. Exatamente vinte anos após seu lançamento, a revista Complex declarou Different Class como "o mais importante álbum do Britpop". Ele também liderou a pesquisa da Pitchfork em 2017 sobre "Os 50 melhores álbuns britânicos".

## Desempenho comercial
O álbum foi certificado 4x platina no Reino Unido. No final de 1996, as vendas mundiais estavam em torno de 1,3 milhão de cópias, de acordo com a Billboard.

## Lista de faixas
Todas as letras escritas por Jarvis Cocker, todas as músicas compostas por Pulp (Cocker, Nick Banks, Steve Mackey, Russell Senior, Candida Doyle e Mark Webber), exceto em "Common People", "Underwear" e "Monday Morning" por Cocker, Banks, Mackey, Senior e Doyle.
| Different Class |                                     |         |  |
| N.º             | Título                              | Duração |  |
| 1.              | "Mis-Shapes"                        | 3:46    |  |
| 2.              | "Pencil Skirt"                      | 3:11    |  |
| 3.              | "Common People"                     | 5:50    |  |
| 4.              | "I Spy"                             | 5:55    |  |
| 5.              | "Disco 2000"                        | 4:33    |  |
| 6.              | "Live Bed Show"                     | 3:29    |  |
| 7.              | "Something Changed"                 | 3:18    |  |
| 8.              | "Sorted for E's & Wizz"             | 3:47    |  |
| 9.              | "F.E.E.L.I.N.G.C.A.L.L.E.D.L.O.V.E" | 6:01    |  |
| 10.             | "Underwear"                         | 4:06    |  |
| 11.             | "Monday Morning"                    | 4:16    |  |
| 12.             | "Bar Italia"                        | 3:42    |  |

| Different Class – Japanese edition (bonus tracks) |                                       |                                               |         |  |
| N.º                                               | Título                                | Origem                                        | Duração |  |
| 13.                                               | "P.T.A. (Parent Teacher Association)" | "Mis-Shapes" / "Sorted for E's & Wizz" single | 3:16    |  |
| 14.                                               | "Common People" (Motiv8 club mix)     | "Common People" single                        | 7:51    |  |

| Second Class – Japanese edition (bonus disc) |                               |                                          |         |  |
| N.º                                          | Título                        | Origem                                   | Duração |  |
| 1.                                           | "Mile End"                    | "Something Changed" single               | 4:32    |  |
| 2.                                           | "Ansaphone"                   | "Disco 2000" single                      | 4:00    |  |
| 3.                                           | "Live Bed Show" (extended)    | "Disco 2000" single                      | 4:10    |  |
| 4.                                           | "Your Sister's Clothes"       | The Sisters EP                           | 4:37    |  |
| 5.                                           | "Seconds"                     | The Sisters EP                           | 4:19    |  |
| 6.                                           | "Deep Fried in Kelvin"        | "Lipgloss" single                        | 9:49    |  |
| 7.                                           | "The Babysitter"              | "Do You Remember the First Time?" single | 5:01    |  |
| 8.                                           | "Street Lites"                | "Do You Remember the First Time?" single | 5:55    |  |
| 9.                                           | "Common People '96" (7" edit) | "Common People" single                   | 4:07    |  |

| Second Class – German edition (bonus disc) |                                       |                                               |         |  |
| N.º                                        | Título                                | Origem                                        | Duração |  |
| 1.                                         | "Mile End"                            | "Something Changed" single                    | 4:32    |  |
| 2.                                         | "Ansaphone"                           | "Disco 2000" single                           | 4:00    |  |
| 3.                                         | "P.T.A. (Parent Teacher Association)" | "Mis-Shapes" / "Sorted for E's & Wizz" single | 3:16    |  |
| 4.                                         | "Live Bed Show" (extended)            | "Disco 2000" single                           | 4:10    |  |
| 5.                                         | "Your Sister's Clothes"               | The Sisters EP                                | 4:37    |  |
| 6.                                         | "Seconds"                             | The Sisters EP                                | 4:19    |  |
| 7.                                         | "Deep Fried in Kelvin"                | "Lipgloss" single                             | 9:49    |  |
| 8.                                         | "The Babysitter"                      | "Do You Remember the First Time?" single      | 5:01    |  |
| 9.                                         | "Street Lites"                        | "Do You Remember the First Time?" single      | 5:55    |  |

| Different Class – 2006 deluxe edition (bonus disc) |                                           |                                               |         |  |
| N.º                                                | Título                                    | Origem                                        | Duração |  |
| 1.                                                 | "Common People" (at Glastonbury 1995)     | "Mis-Shapes" / "Sorted for E's & Wizz" single | 7:38    |  |
| 2.                                                 | "Mile End"                                | "Something Changed" single                    | 4:30    |  |
| 3.                                                 | "P.T.A."                                  | "Mis-Shapes" / "Sorted for E's & Wizz" single | 3:17    |  |
| 4.                                                 | "Ansaphone" (demo)                        | Indisponível anteriormente                    | 4:09    |  |
| 5.                                                 | "Paula" (demo)                            | Indisponível anteriormente                    | 3:37    |  |
| 6.                                                 | "Indisponível anteriormente" (demo)       | Indisponível anteriormente                    | 6:43    |  |
| 7.                                                 | "We Can Dance Again" (demo)               | Indisponível anteriormente                    | 3:51    |  |
| 8.                                                 | "Don't Lose It" (demo)                    | Indisponível anteriormente                    | 3:10    |  |
| 9.                                                 | "Whiskey in the Jar"                      | Childline                                     | 4:48    |  |
| 10.                                                | "Disco 2000" (Nick Cave pub rock version) | Indisponível anteriormente                    | 4:22    |  |
| 11.                                                | "Common People" (Vocoda mix)              | "Common People" single                        | 6:18    |  |

## Créditos
- Jarvis Cocker - Vocais, guitarra Vox Marauder, guitarra Ovation de 12 cordas, violão Sigma, Roland VP-330, Roland SH-09, Mellotron, Micromoog, Synare
- Russell Senior - Guitarra Fender Jazzmaster, violino
- Candida Doyle - Órgão Farfisa Compact Professional II, Ensoniq ASR-10, Korg Trident II, Minimoog, Piano Fender Rhodes, Roland Juno 6, Roland SH-09
- Steve Mackey - Baixo Musicman Saber
- Mark Webber - Gibson ES 345, guitarra Gibson Les Paul, guitarra Gibson Firebird, guitarra acústica Sigma, Casio Tonebank CT-470, piano Fender Rhodes, Roland Juno 6
- Nick Banks - Bateria Yamaha, pratos Zildjian, percussão

Créditos adicionais
- Chris Thomas – Produção, guitarrras e teclados adicionais
- David "Chipper" Nicholas – Engenheiro de som
- Julie Gardner – Engenheiro assistente (faixas 1, 2, 4-9, 11, 12)
- Pete Lewis – Engenheiro assistente (faixas 3, 10), engenheiro adicional
- Matthew Vaughan – Programação (faixas 1, 2, 4-9, 11, 12)
- Olle Romo – Programação (faixas 3, 10), programação adicional
- Antony Genn – Programação adicional
- Mark Haley – Programação adicional
- Anne Dudley – Arranjos e regência de orquestra (faixas 4, 7, 9)
- Gavyn Wright – Líder de orquestra
- Andy Strange – Assistência de gravação de orquestra
- Kevin Metcalfe – Masterização
- Geoff Pesche – Masterização
- Donald Milne – Fotografia
- Rankin – Fotografia

## Tabelas e certificações

### Tabelas semanais
| Chart (1995–96)                            | Peak position |
| ------------------------------------------ | ------------- |
| Austrália (ARIA)                           | 44            |
| Áustria (Ö3 Austria Top 40)                | 24            |
| Bélgica (Ultratop Valônia)                 | 47            |
| Canadá (RPM)                               | 36            |
| Dinamarca (Hitlisten)                      | 22            |
| Países Baixos (Dutch Charts)               | 69            |
| Finlândia (Suomen virallinen lista)        | 37            |
| Alemanha (Media Control)                   | 71            |
| Japão (Oricon)                             | 91            |
| Nova Zelândia (RMNZ)                       | 17            |
| Noruega (VG-lista)                         | 19            |
| Suécia (Sverigetopplistan)                 | 7             |
| Reino Unido (UK Albums Chart)              | 1             |
| Estados Unidos (Billboard Top Heatseekers) | 34            |